# パイラン
『パイラン』（原題：파이란）は、2001年公開の韓国映画。浅田次郎の短編小説「ラブ・レター」を映画化した恋愛映画。
最初に日本でDVD化された際の邦題は『ラブレター パイランより』。

## キャスト
| 役名           | 俳優             | 日本語吹替 |
| -------------- | ---------------- | ---------- |
| イ・カンジェ   | チェ・ミンシク   | 田中秀幸   |
| カン・パイラン | セシリア・チャン | 三石琴乃   |
| ヨンシク       | ソン・ビョンホ   | 納谷六朗   |
| ギョンス       | コン・ヒョンジン | 安原義人   |